# Pinillos (La Rioja)
Pinillos es un municipio de la comunidad autónoma de La Rioja (España), en la  comarca de Camero Nuevo.

## Geografía humana

### Demografía
Cuenta con una población de 19 habitantes (INE 2024).
| Gráfica de evolución demográfica de Pinillos entre 1842 y 2021                                                        |
| |
| Población de derecho según los censos de población del INE. Población de hecho según los censos de población del INE. |

## Economía

### Evolución de la deuda viva
El concepto de deuda viva contempla sólo las deudas con cajas y bancos relativas a créditos financieros, valores de renta fija y préstamos o créditos transferidos a terceros, excluyéndose, por tanto, la deuda comercial.
Entre los años 2008 a 2014 este ayuntamiento no ha tenido deuda viva.

## Administración
| Periodo   | Nombre                          | Partido |
| --------- | ------------------------------- | ------- |
| 1979-1983 | Julián Rodríguez Azaceta        | UCD     |
| 1983-1987 | Juan José Vidaurreta Vidaurreta | AP      |
| 1987-1991 | Juan José Vidaurreta Vidaurreta | AP      |
| 1991-1995 | Aurelio Vidaurreta Jiménez      | PP      |
| 1995-1999 | Aurelio Vidaurreta Jiménez      | PP      |
| 1999-2003 | José Luis Merino Aldea          | PP      |
| 2003-2007 | José Luis Merino Aldea          | PP      |
| 2007-2011 | José Luis Merino Aldea          | PP      |
| 2011-2015 | José Luis Merino Aldea          | PP      |
| 2015-2019 | José Luis Merino Aldea          | PP      |
| 2019-2023 | José Luis Merino Aldea          | PP      |
| 2023-act. | Félix Alguacil Rivas            | PP      |

Las elecciones municipales de 2023 dejaron un resultado de 2 ediles para el PP y 1 edil para Por La Rioja (PLRi), siendo José Luis Merino Aldea el candidato más votado (ya que son listas abiertas) que llevaba siendo alcalde desde 1999. La imposibilidad de presentarse el día de la constitución del ayuntamiento del candidato a alcalde por enfermedad, provocó que fuese proclamado alcalde Félix Alguacil Rivas también del PP, ya que al recoger el acta únicamente los dos ediles, estos estaban empatados y este último era el siguiente más votado.

## Patrimonio

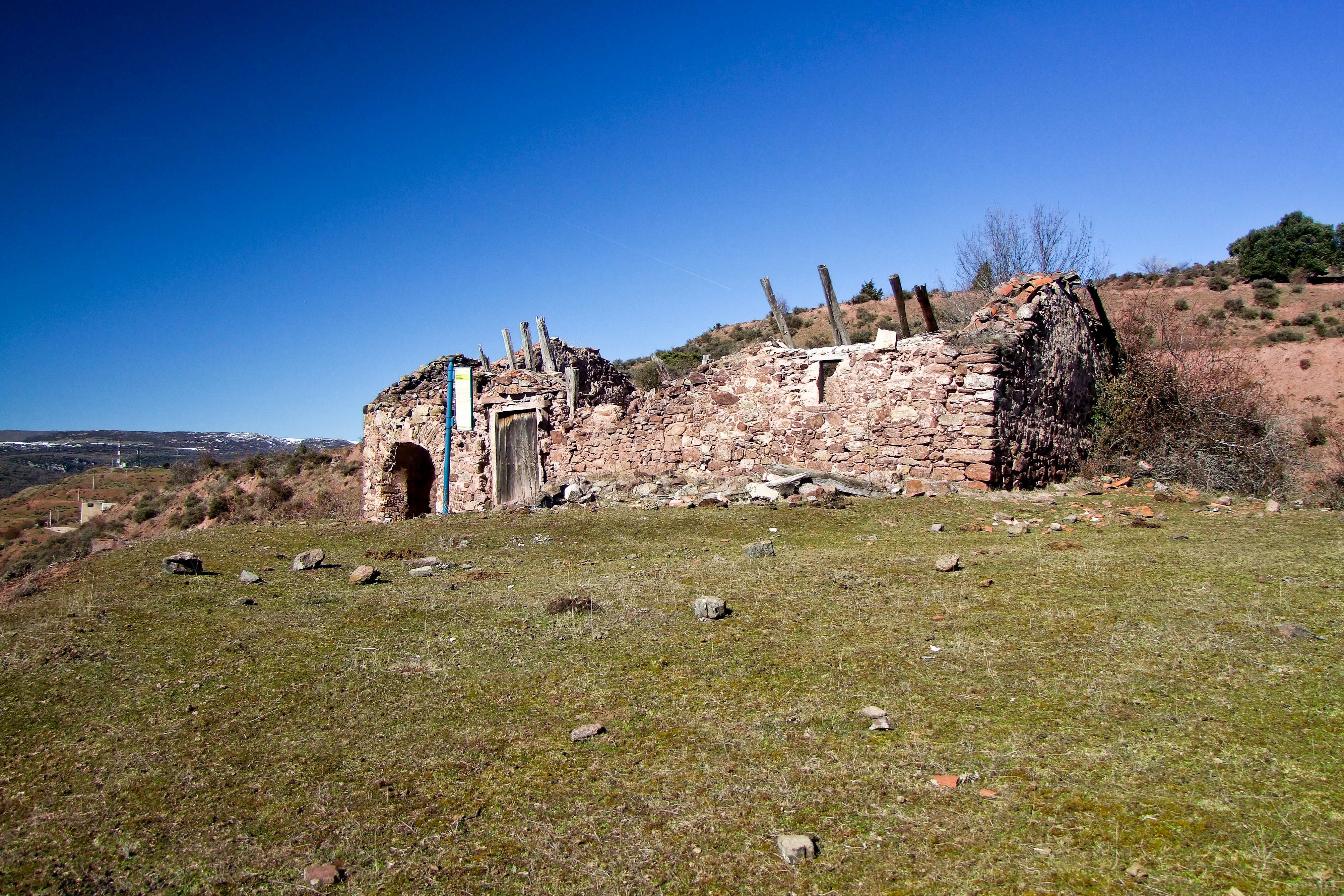
Ermita de San Roque

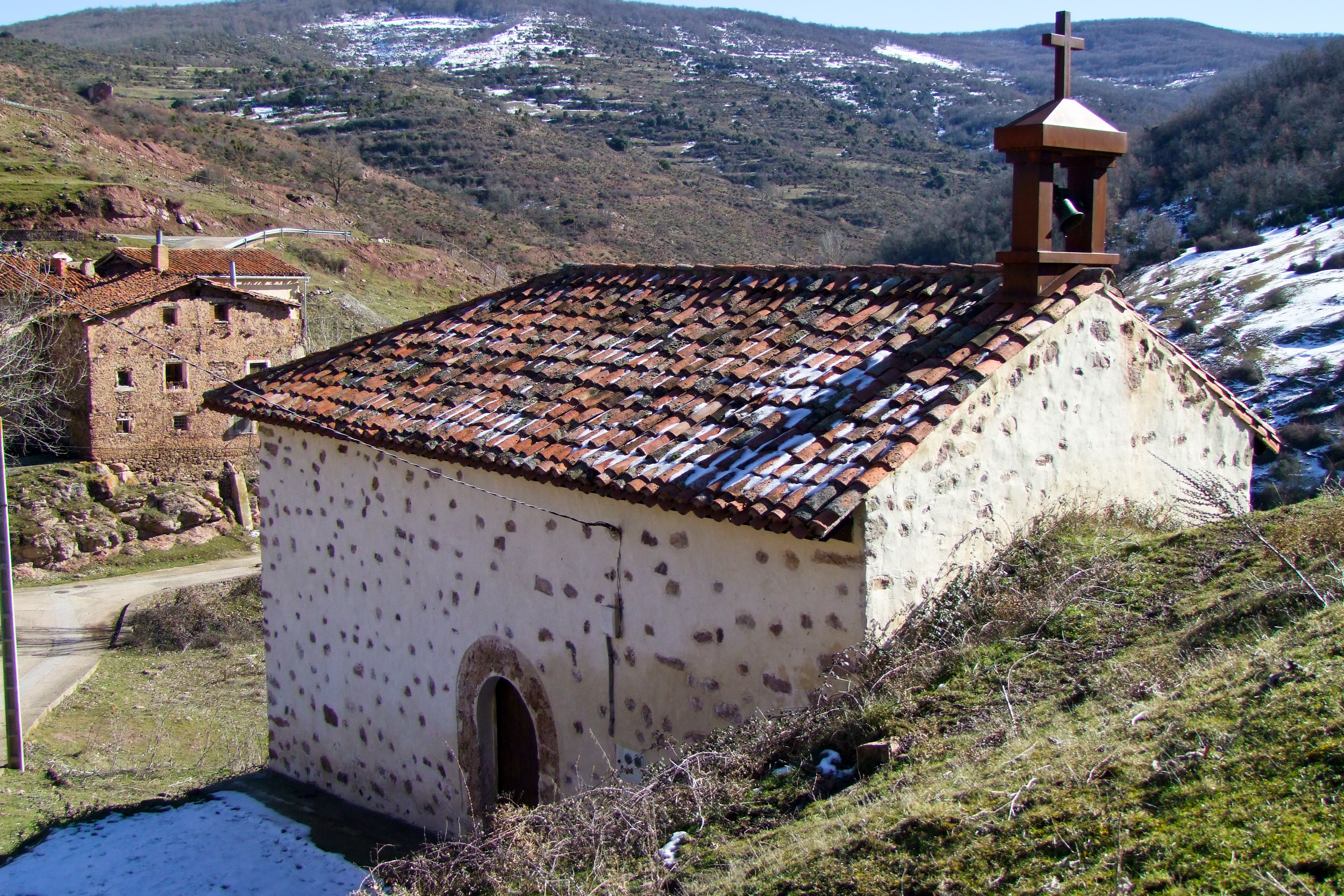
Ermita del Santo Cristo

- Iglesia de la Asunción.
- Ermita de San Roque.
- Ermita del Santo Cristo.